# Vetési László (pápai kamarás)
Vetési László (1450 körül – ?) pápai kamarás, humanista levelezése miatt említi az irodalomtörténet is.

## Élete
Vetési 1450 körül született; 1469-ben Ferrarában tanult. Janus Pannonius barátja volt, akivel levelezett. 1473-ban az egyetem részéről beszéddel üdvözölte Bianchi Kristóf újonnan választott ferrarai podestát, 1474-ben befejezte iskolai tanulmányait. Ez évben nagybátyja, Vetési Albert veszprémi püspök és Thuz János Mátyás király által Velencébe és Rómába küldték követségbe, hogy a pápa segítségét kérjék a török ellen; ekkor nagybátyja magával vitte Vetésit és ő tartotta a pápához intézett beszédet.

## Művei
A kor humanista hagyományait és az egyház szokásait követően írásai latinul születtek.
- Oratio ad summum sanctissimumque Pontificem Sixtum III. pro prestanda obedientia nomine invictissimi Mathie serenissimi Hungar. ac. Bohemor. Regis. Quarto nonas februarii MCCCCLXXV (Róma, XV. század)
- Oratio ad… Pontificem Sixtum Quartum pro prestanda obedientia nomine Junctissimi principis divi Mathie… Hungarorum ac Bohemorum Regis Quarto nonas Februarij MCCCCLXXV (Róma, XV. század)